# 東山 (枚方市)
東山（ひがしやま）は、大阪府枚方市にある町丁。1丁目～2丁目まである。郵便番号は573-1114。

## 地理
東は京都府八幡市八幡柿ケ谷、西は東船橋、南は招提田近、北は楠葉面取町と隣接している。

## 交通

### 鉄道
鉄道は走っていない。

### バス
| 業者     | 路線名          | 起点   | 町内の停留所                                              | 終点             |
| -------- | --------------- | ------ | --------------------------------------------------------- | ---------------- |
| 京阪バス | 6・7            | 樟葉駅 | (東船橋)-東山-中の池公園-東山2丁目-(京都府八幡市男山香呂) | (環状)           |
| 京阪バス | 40              | 樟葉駅 | (東船橋)-東山-中の池公園-東山2丁目-(京都府八幡市男山香呂) | 男山車庫         |
| 京阪バス | 91              | 樟葉駅 | (東船橋)-東山-中の池公園-(招提田近)                       | 長尾駅           |
| 京阪バス | 1・2・2A・3     | 樟葉駅 | (東船橋)-東山-中の池公園-(招提田近)                       | ポエムノール北山 |
| 京阪バス | 大2・大2A・直通 | 樟葉駅 | (東船橋)-東山-中の池公園-(招提田近)                       | ポエムノール北山 |
| 京阪バス | 92・93・94      | 樟葉駅 | (東船橋)-東山-中の池公園-(招提田近)                       | 枚方カントリー   |
| 京阪バス | 95              | 樟葉駅 | (東船橋)-東山-中の池公園-(招提田近)                       | 藤阪ハイツ       |

## 校区
出典:
| 丁目 | 小学校     | 中学校       |
| ---- | ---------- | ------------ |
| 1    | 船橋小学校 | 招提北中学校 |
| 2    | 船橋小学校 | 招提北中学校 |

## 施設
- ファミリーマート 枚方東山二丁目店
- ニッコー東山店
- 枚方市立船橋小学校
- 中の池公園・運動広場
- 中の谷公園
- 耳鼻咽喉科・岩井クリニック